# Gemeinde- und Städtebund Rheinland-Pfalz
Der Gemeinde- und Städtebund Rheinland-Pfalz e. V. (GStB) wurde als Landesverband im Deutschen Städte- und Gemeindebund unmittelbar nach der Bildung des Landes Rheinland-Pfalz am 4. Oktober 1947 gegründet und vertritt die Interessen der Gemeinden und Städte in Rheinland-Pfalz gegenüber Politik, Medien und Gesellschaft. Der Sitz des GStB ist in Mainz im Freiherr-vom-Stein-Haus am Deutschhausplatz.
Er ist der mitgliederstärkste kommunale Spitzenverband in Rheinland-Pfalz. Von den 2.429 Städten und Gemeinden in Rheinland-Pfalz gehören dem GStB 2.417 Kommunen als Mitglieder an.: 2259 Ortsgemeinden, 129 Verbandsgemeinden, 29 verbandsfreie Städte und Gemeinden (davon 8 große kreisangehörige Städte), siehe dazu die Liste der Mitgliedsverwaltungen des Gemeinde- und Städtebundes Rheinland-Pfalz. Außerdem gehören dem Verband 16 große Zweckverbände, 2 Versorgungskassen, 1 Anstalt des öffentlichen Rechts und 3 weitere Körperschaften an.
Die Mitglieder repräsentieren etwa 3,1 Mio. Einwohner des kreisangehörigen Raums und somit mehr als 77 Prozent der Einwohner von Rheinland-Pfalz (4 Mio.).

## Aufgaben
Der Verband begleitet für seine Mitglieder Gesetzgebungs- und Verordnungsverfahren in Rheinland-Pfalz. Über Stellungnahmen bei der Vorbereitung von Gesetzen und Verordnungen, regelmäßigen Gesprächen mit Mitgliedern der Landesregierung, der Fraktionen im Landtag, mit den Parteien und Bundestagsabgeordneten sowie Erläuterungen der Positionen gegenüber Politik und Öffentlichkeit wirkt der GStB aktiv an der politischen Willensbildung mit. Darüber hinaus erarbeitet der GStB für seine Mitglieder wichtige Empfehlungen für die Praxis, beispielsweise Mustersatzungen, Argumentationshilfen und Handreichungen, und berät sie in fachlichen und rechtlichen Fragestellungen. Über Fachinformationen, seinen Nachrichtendienst sowie ein bundesweites Netzwerk bietet der GStB seinen in ihm organisierten Städten und Gemeinden tagesaktuelles Wissen und ermöglicht den Erfahrungsaustausch.

## Organisationsstruktur
Der GStB ist privatrechtlich als eingetragener Verein organisiert und unabhängig von staatlicher Aufsicht sowie Einflüssen und erhält auch keine Landes- oder Bundeszuschüsse. Der Verband ist Mitglied des Deutschen Städte- und Gemeindebundes (DStGB).
Ralph Spiegler (Bürgermeister der Verbandsgemeinde Nieder-Olm) ist Vorsitzender des Gemeinde- und Städtebundes Rheinland-Pfalz. Seine Stellvertreter sind Thomas Przybylla (Bürgermeister der Verbandsgemeinde Weißenthurm) und Steffen Antweiler (Bürgermeister der Verbandsgemeinde Göllheim und Ortsbürgermeister der Ortsgemeinde Rüssingen). Geschäftsführendes Vorstandsmitglied war seit 2018 Karl-Heinz Frieden. Im Jahr 2024 wurde Moritz Petry (ehemaliger Bürgermeister der Verbandsgemeinde Südeifel) als einziger Bewerber vom Landesausschuss zum neuen Geschäftsführer gewählt, nachdem der Amtsinhaber Karl-Heinz Frieden aus gesundheitlichen Gründen von seinem Amt zurücktreten musste. Stellvertreter blieb Stefan Meiborg. Europabeauftragter des Gemeinde- und Städtebundes Rheinland-Pfalz ist Heijo Höfer. Leiterin der Geschäftsstelle ist Agneta Psczolla.

## Verbandsorgan
Die „Gemeinde und Stadt“ ist die Zeitschrift des Gemeinde- und Städtebundes Rheinland-Pfalz und damit offizielles Verbandsorgan. In jeder Ausgabe informiert der Verband über aktuelle kommunalpolitische Themen. Die Verbandszeitschrift erscheint monatlich, in der Regel zu einem aktuellen Schwerpunktthema, mit einer Auflage von 5500 Exemplaren. Enthalten sind Aufsätze und Kommentare des Gemeinde- und Städtebundes, aber auch von externen Experten aus Wirtschaft, Politik und Wissenschaft sowie Berichte aus der kommunalen Praxis.

## Positionen

### Finanzpolitik
Der GStB begrüßte den durch die Partnerschaft zur Entschuldung der Kommunen von der Landesregierung erwirkten Schuldenschnitt für die Kommunen in Höhe von drei Milliarden Euro, verwies aber gleichzeitig darauf, dass der Schuldenstand der Kommunen trotzdem weiter steige und forderte vom Land langfristig mehr finanzielle Mittel.

### Bürokratie
Der GStB kritisierte schon häufiger das Ausmaß an Bürokratie für die Kommunen. So hält er die bürokratischen Hürden bei der Cannabislegalisierung und in der Forstpolitik für zu hoch.